# Charmes (Costa d'Or)
Charmes és un municipi francès, situat al departament de la Costa d'Or i a la regió de Borgonya - Franc Comtat. L'any 2007 tenia 123 habitants.

## Demografia

### Població
El 2007 la població de fet de Charmes era de 123 persones. Hi havia 48 famílies, de les quals 12 eren unipersonals (4 homes vivint sols i 8 dones vivint soles), 12 parelles sense fills, 20 parelles amb fills i 4 famílies monoparentals amb fills.
La població ha evolucionat segons el següent gràfic:
Habitants censats

### Habitatges
El 2007 hi havia 51 habitatges, 46 eren l'habitatge principal de la família, 2 eren segones residències i 2 estaven desocupats. Tots els 51 habitatges eren cases. Dels 46 habitatges principals, 45 estaven ocupats pels seus propietaris i 1 estava cedit a títol gratuït; 2 tenien dues cambres, 9 en tenien tres, 8 en tenien quatre i 27 en tenien cinc o més. 36 habitatges disposaven pel capbaix d'una plaça de pàrquing. A 18 habitatges hi havia un automòbil i a 24 n'hi havia dos o més.

### Piràmide de població
La piràmide de població per edats i sexe el 2009 era:
| Homes | Edats   | Dones |
| ----- | ------- | ----- |
| 0     | 95 o +  | 0     |
| 4     | 90 a 94 | 0     |
| 0     | 85 a 89 | 4     |
| 4     | 80 a 84 | 0     |
| 4     | 75 a 79 | 0     |
| 0     | 70 a 74 | 4     |
| 0     | 65 a 69 | 0     |
| 0     | 60 a 64 | 0     |
| 4     | 55 a 59 | 0     |
| 0     | 50 a 54 | 4     |
| 16    | 45 a 49 | 12    |
| 0     | 40 a 44 | 4     |
| 8     | 35 a 39 | 4     |
| 4     | 30 a 34 | 8     |
| 0     | 25 a 29 | 0     |
| 0     | 20 a 24 | 4     |
| 4     | 15 a 19 | 4     |
| 0     | 10 a 14 | 8     |
| 8     | 5 a 9   | 4     |
| 0     | 0 a 4   | 0     |

## Economia
El 2007 la població en edat de treballar era de 77 persones, 55 eren actives i 22 eren inactives. De les 55 persones actives 53 estaven ocupades (32 homes i 21 dones) i 2 estaven aturades (2 homes). De les 22 persones inactives 13 estaven jubilades, 5 estaven estudiant i 4 estaven classificades com a «altres inactius».
Activitats econòmiques
Dels 2 establiments que hi havia el 2007, 1 era d'una empresa de construcció i 1 d'una empresa de comerç i reparació d'automòbils.
L'únic servei als particulars que hi havia el 2009 era un paleta.
L'únic establiment comercial que hi havia el 2009 era una botiga de mobles.
L'any 2000 a Charmes hi havia 7 explotacions agrícoles.

## Poblacions més properes
El següent diagrama mostra les poblacions més properes.